# Законність російського вторгнення в Україну 2022 року
Очевидним консенсусом експертів з міжнародного права є те, що російське вторгнення в Україну 2022 року під час російсько-української війни порушило все міжнародне право. У цій статті розглядаються міжнародно-правові положення, які Росія порушила, а також юридичне обґрунтування вторгнення Росії та відповіді експертів з міжнародного права на ці виправдання. Законність російського вторгнення сама по собі не залежить від того, чи причетні окремі політичні чиновники чи комбатанти у військові злочини чи злочини проти людства. Для обговорення останньої теми див. Військові злочини під час російського вторгнення в Україну 2022 року.

## Передумови

### Війна на Донбасі
У березні 2014 року Росія анексувала Крим від України. Приблизно в цей же час у Донецькій та Луганській областях України, які спільно називаються Донбасом, відбулися протести проросійських сепаратистських угруповань. Росія скористалася цими протестами для початку скоординованої політичної та військової кампанії проти України. Ці події призвели до тривалого військового конфлікту між підтримуваними Росією сепаратистами та українськими силами на Донбасі, під час якого контрольовані сепаратистами території були організовані у дві квазідержави: Луганську Народну Республіку та Донецьку Народну Республіку. Ці самопроголошені уряди не були визнані жодними урядами, крім Росії та її союзника Сирії.

### Підведення до російських військових дій
Вторгненню Росії в Україну в 2022 році передувало масове військове нарощування. Росія почала посилювати свою військову присутність біля кордону з Україною у березні та квітні 2021 року. Хоча російський уряд неодноразово заперечував, що має намір вторгнутися в Україну, уряд США оприлюднив розвідувальні дані про плани російського вторгнення в грудні 2021 року, включаючи супутникові фотографії, на яких видно російські війська та техніку поблизу українського кордону. У міру того, як розгорталися ці події, російські чиновники звинуватили Україну в розпалюванні напруженості, русофобії та репресіях щодо російськомовних, а також висунули численні вимоги безпеки до України, НАТО та союзників ЄС, які не є членами НАТО.
21 лютого 2022 року президент Росії Володимир Путін виступив з телевізійною промовою, в якій поставив під сумнів легітимність української державності та зазначив, що має намір негайно визнати незалежність Донецька та Луганська.

### Початок і виправдання вторгнення
24 лютого Путін виголосив чергову промову, в якій оголосив про проведення «спеціальної військової операції» в Україні. Путін стверджував, що російське військове втручання в Україну було необхідним для «захисту людей, які зазнали знущань і геноциду » з боку українського уряду, а також для «захисту Росії та нашого народу». Путін також заявив, що Донецька і Луганська Народні Республіки, які російський уряд офіційно визнав лише за два дні до виступу Путіна, звернулися з проханням про допомогу в боротьбі з українським урядом. Заявлені цілі російської «спеціальної військової операції» включали « демілітаризацію та денацифікацію України». Вчені назвали безпідставними звинувачення Путіна про геноцид і порівняння України з нацистською державою.
Невдовзі після виступу Путіна український уряд повідомив про авіаудари та артилерійські обстріли в Києві, Харкові та Дніпрі, а також на кордоні з Росією. Президент України Володимир Зеленський оголосив воєнний стан і закликав до загальної мобілізації.

## Статут Організації Об'єднаних Націй
Росія є членом Організації Об'єднаних Націй (ООН) з грудня 1991 року, коли вона зайняла резиденцію нещодавно існуючого СРСР. Статут ООН 1945 року визначає умови, за яких держави-члени ООН можуть на законних підставах вдаватися до війни або застосування збройної сили взагалі (концепція, яка називається jus ad bellum).

### Законність застосування Росією сили проти України
Стаття 2(4) Статуту ООН передбачає, що всі члени ООН «утримуються в своїх міжнародних відносинах від погрози силою або її застосування як проти територіальної недоторканності або політичної незалежності будь-якої держави, так і якимось іншим чином, несумісним із Цілями Об’єднаних Націй». Аналогічно, стаття 2(3) Хартії вимагає від усіх держав-членів «розв’язувати свої міжнародні суперечки мирними засобами таким чином, щоб не наражати на загрозу міжнародний мир та безпеку і справедливість».
Багато експертів з міжнародного права та закордонних справ висловили думку, що вторгнення Росії в Україну порушило ці принципи, а саме заборону статті 2(4) на «застосування сили» проти інших держав. Як детально описано нижче, вони також загалом відкидали офіційні юридичні обґрунтування російського уряду щодо вторгнення в Україну.

#### Обґрунтування самооборони
Росія стверджувала, що її застосування сили проти України є законним згідно зі статтею 51 Статуту ООН, яка зберігає за державами-членами ООН право захищатися від «збройного нападу» та брати участь у «колективній самообороні». Зокрема, Росія заявила, що може застосувати силу проти України, щоб захистити Донецьку Народну Республіку та Луганську Народну Республіку, які Росія визнає незалежними державами. Експерти з міжнародного права та зовнішньої політики, такі як Джон Б. Беллінджер III, Габріелла Блум [Архівовано 8 березня 2022 у Wayback Machine.], Наз Модірзаде [Архівовано 21 березня 2022 у Wayback Machine.] та Ентоні Дворкін [Архівовано 23 березня 2022 у Wayback Machine.], критикували цей аргумент.
Беллінгер і Дворкін пояснили, що Росія не може покладатися на виправдання самооборони, оскільки Україна не погрожувала і не нападала на жодну іншу країну. Усі четверо дослідників також припускають, що навіть якщо Україна планувала атаку на Донецьк чи Луганськ, Росія не могла б посилатися на положення про колективну самооборону статті 51, оскільки ці регіони не визнаються окремими державами відповідно до міжнародного права. Аллен Вайнер із Стенфордської юридичної школи навів аналогічний аргумент, порівнюючи аргументи Росії про колективну самооборону з гіпотетичною ситуацією, коли організація, яка називає себе незалежною «Республікою Техас», запросила іноземний уряд надіслати війська для боротьби проти Сполучених Штатів.

#### Обґрунтування геноциду/гуманітарного втручання
Так само, експертів не переконав аргумент Росії про те, що її вторгнення виправдано з гуманітарних міркувань для захисту російськомовних на сході України, а саме на Донбасі. Деякі коментатори ставлять під сумнів, чи міжнародне право (включаючи Статут ООН і Конвенцію про геноцид) взагалі дозволяє націям застосовувати силу проти іншої країни, щоб виправити геноцид або порушення прав людини, оскільки законність гуманітарної інтервенції викликає серйозні суперечки. У будь-якому випадку, багато хто просто охарактеризував гуманітарні виправдання Росії для вторгнення як попередні та не підтверджені фактами, заявляючи, що немає доказів того, що Україна вчиняє проти росіян у Донецьку та Луганську будь-які дії, які були б геноцидом.

#### Порівняння із західними інтервенціями в інших країнах
Росія також намагалася виправдати своє вторгнення в Україну, порівнюючи свої дії з інтервенціями Сполучених Штатів та їхніх союзників у Косово, Іраку, Лівії та Сирії. Основною відповіддю на ці порівняння було просто відкинути їх як юридично нерелевантні, оскільки один незаконний акт не робить інший акт законним. Наприклад, професори Блум і Модірзаде зауважили, що «ці аргументи не матимуть ваги в будь-якому суді», оскільки «навіть якби [вони були] правдивими, одне незаконне застосування сили не виправдовує інше». Професор Інгрід Вюрт [Архівовано 17 квітня 2022 у Wayback Machine.] також сказала, що аргументи Росії «нікуди не йдуть з точки зору юридичного чи морального виправдання власних дій Росії», хоча вона погоджується з Росією, «що інші могутні країни підірвали заборону міжнародного права на застосування сили та захист територіальних цілісність».

### Реакція ООН на російське вторгнення
26 лютого 2022 року Росія наклала вето на резолюцію Ради Безпеки ООН, яка закликала Росію негайно припинити атаку на Україну. Китай, Індія та Об’єднані Арабські Емірати утрималися від голосування; 11 членів Ради Безпеки, що залишилися, проголосували за резолюцію. Через кілька днів резолюція Генеральної Асамблеї ООН, яка засуджує російське вторгнення, була прийнята переважною більшістю 141 проти 5 голосів, 35 країн утрималися.
Серед інших, ГА ООН зажадала від Росії дотримання статуту ООН та декларації 1970 року про принципи міжнародного права та дружні відносини. Так, у декларації про дружні стосунки йдеться, що надання допомоги повстанському угрупованню в іншій країні загрожуватиме «територіальній цілісності» країни-мішені, і що держави зобов'язані утримуватися від участі у таких діях.

## Злочини агресії
Оскільки воно порушує Статут ООН і є більш ніж незначним вторгненням на кордон, військове втручання Росії в Україну також кваліфікується як « злочин агресії » відповідно до статті 8bis(1) Римського статуту, яка визначається як «злочин агресії». Акт агресії, який за своїм характером, тяжкістю та масштабом є явним порушенням Статуту Організації Об’єднаних Націй».

## Триває судове провадження

### Міжнародний суд
Наприкінці лютого 2022 року Україна подала позов на Росію до Міжнародного суду ООН. У позові відхиляються заяви Росії про те, що Україна причетна до геноциду на Донбасі, і вимагається ухвала суду, яка зобов’язує Росію негайно припинити свої військові операції в Україні. У ньому також звинувачується Росія у « військовому вторгненні в Україну, яке пов’язане з серйозними та масовими порушеннями прав людини українського народу». Україну в позові представляє юридична фірма Covington & Burling.
Росія бойкотувала перше засідання у справі 7 березня 2022 року, а пізніше заявила, що нікого не посилає через «абсурдність» позову України. Наприкінці слухання Міжнародний суд юстиції вказав, що вирішить заяву України про видачу надзвичайного наказу про припинення бойових дій «якнайшвидше».

### Міжнародний кримінальний суд
28 лютого 2022 року Міжнародний кримінальний суд (МКС) оголосив про намір розслідувати імовірні військові злочини та злочини проти людства, які відбуваються в Україні з 21 листопада 2013 року. Того ж тижня розпочалося офіційне розслідування МКС. Хоча прокурори МКС зазвичай мають пройти процедуру схвалення, щоб розпочати розслідування — процес, який може тривати місяцями, — розслідування в Україні було прискорено після безпрецедентної кількості запитів держав-членів МКС про початок провадження.

#### Юрисдикція
МКС має юрисдикцію щодо злочинів агресії, а також трьох інших злочинів (геноцид, злочини проти людства та військові злочини). Загалом, він може переслідувати ці злочини, якщо вони були скоєні громадянином країни-члена МКС, на території держави-члена або в державі, яка погодилася на юрисдикцію МКС. МКС також може переслідувати злочини, передані йому Радою Безпеки ООН. Ні Україна, ні Росія не є членами МКС, але головний прокурор МКС сказав, що МКС все ще має юрисдикцію для розслідування, оскільки Україна підписала дві декларації про юрисдикцію МКС щодо злочинів, скоєних на її території, починаючи з листопада 2013 року.

#### Перешкоди на шляху переслідування злочину агресії
Проте є принаймні дві потенційні перешкоди для притягнення до суду російських політичних або військових лідерів за злочини агресії. По-перше, МКС не судить обвинувачених заочно, а це означає, що потрібно знайти спосіб доставити лідерів, обвинувачених у злочинах, до Гааги. По-друге, на відміну від інших злочинів, які підпадають під юрисдикцію МКС, злочини агресії можуть бути притягнені до кримінальної відповідальності лише проти лідерів держав, які є членами МКС, якщо Рада Безпеки ООН не звернеться до суду. Росія не є членом МКС і має постійне право вето на резолюції Ради Безпеки.
Одним із способів обійти це друге обмеження може бути створення спеціального міжнародного трибуналу для розгляду саме злочинів агресії проти України. Однак деякі ставлять під сумнів корисність такого трибуналу. Іншою альтернативою, яка дозволила б подолати обидва обмеження, було б притягнути до суду лідерів у внутрішніх судових системах приблизно 20 країн, які дозволяють як універсальну юрисдикцію щодо злочинів агресії, так і заочні судові процеси.